# Fouille corporelle en droit français
En droit français, la fouille corporelle (ou « fouille à corps ») est un acte judiciaire assimilé à la perquisition et donc assortie à des garanties procédurales propres au régime pénal - l'ensemble des actes judiciaires est effectué sous le contrôle du procureur de la République ou du juge d'instruction, lesquels, conformément aux textes, sont tenus informés immédiatement de tout placement en garde à vue, mais aussi de tous les actes se rapportant à la procédure. 
La validité de celle-ci découle du strict respect des lois et règlements - elle est nulle lorsqu’aucune information n’est ouverte et que l’existence d’un délit imputable à la personne fouillée n’a été révélée par aucun indice apparent (Cass.crim. 21 juillet 1982- Bull.crim. no 196 p. 535) . Par exemple, en 1984 la Chambre criminelle de la Cour de cassation a déterminé que « la fouille d'un portefeuille par des agents des douanes est assimilée à une perquisition. » Ce qui la différencie de la simple palpation de sécurité, comme la définit l'article 203 du règlement intérieur de la police nationale, est que la palpation de sécurité reste une mesure de sécurité destinée à écarter tout objet dangereux ou délictueux dont peuvent être porteurs les individus appréhendés.
En France, « Les fouilles, au sens de la loi, représentent toutes les actions qui ont pour but de vérifier ou contrôler qu'une personne ne transporte pas d'objets dangereux ou ayant servi à commettre un délit ou un crime. Elles ont donc deux finalités : la sécurité et la manifestation de la vérité. Comme elles portent atteinte au droit au respect, aux libertés individuelles et à l'intimité des personnes, elles sont strictement réglementées. Elles ne peuvent être pratiquées que dans des cas bien précis et par des personnes habilitées par la loi ».
« La fouille à corps comporte un examen des habits et du corps d’une personne. Elle peut aller jusqu’à la prise d’une radiographie, notamment en matière de trafic de stupéfiants. »  
La fouille corporelle n'est possible qu'à certaines conditions  dans les trois cadres judiciaires distincts : 
1. Dans le cadre du flagrant délit - articles 53 à 74 du Code de procédure pénale:  
- elle ne peut être pratiquée que par un officier de la police judiciaire;
- la personne effectuant la fouille doit être du même sexe que la personne fouillée;

- la fouille à corps doit être pratiquée dans un local retiré.

2. Dans le cas des enquêtes préliminaires autres que la flagrance ou sur instruction du procureur de la République - articles 75 à 78 du Code de procédure pénale : 
- elle peut être pratiquée par un officier de la police judiciaire en employant les formes de l'article 76 du  Code de procédure pénale exclusivement et impérativement  avec l'assentiment exprès de la personne visée ou, dans le cas où celle-ci ne sait lire ou écrire, après mention expresse au procès-verbal;
- la personne effectuant la fouille doit être du même sexe que la personne fouillée;
- la fouille à corps doit être pratiquée dans un local retiré.

3. Dans le cas qui concerne les commissions rogatoires - articles 151 à 155 du Code de procédure pénale : 
- elle ne peut être pratiquée que par un officier de la police judiciaire;
- la personne effectuant la fouille doit être du même sexe que la personne fouillée;
- la fouille à corps doit être pratiquée dans un local retiré.

La fouille corporelle doit être distinguée de la fouille des cavités corporelles (« in corpore »; Body cavity search (en)), qui prend place lorsqu'il existe des indices sérieux qu'une personne transporte des produits stupéfiants dans son organisme. S'il s'agit d'une personne placée en garde à vue, seul un médecin peut pratiquer cet examen - article 63-5 du code de procédure pénale. Par contre, dans la procédure des douanes, un agent des douanes peut pratiquer une fouille in corpore, à condition que la personne donne son consentement. Si celui-ci refuse, l'agent des douanes va demander au juge qu'il désigne un médecin pour la pratiquer - article 60 bis du code des douanes.